# Pascal Marie Roland

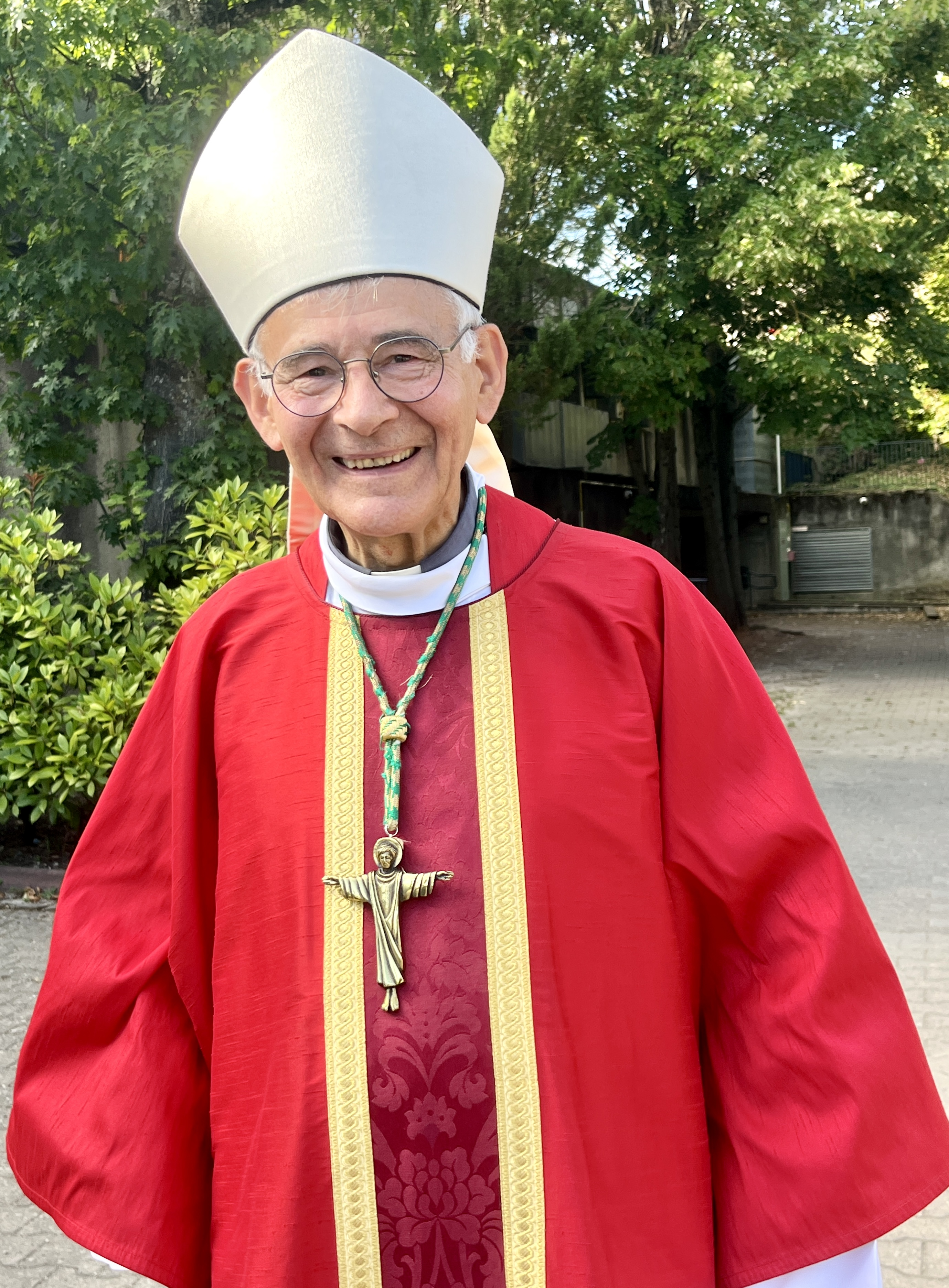
Bischof Pascal Roland (2023)

Pascal Marie Roland (* 14. Januar 1951 in Chatou) ist Bischof von Belley-Ars.

## Leben

Bischofswappen

Pascal Marie Roland empfing am 16. Juni 1979 die Priesterweihe.
Johannes Paul II. ernannte ihn am 27. Januar 2003 zum Bischof von Moulins. Der Erzbischof von Clermont, Hippolyte Simon, spendete ihm am 2. März desselben Jahres die Bischofsweihe; Mitkonsekratoren waren Philippe Barbarin, Erzbischof von Lyon, und Éric Marie Pierre Henri Aumonier, Bischof von Versailles. Als Wahlspruch wählte er Prædicate Evangelium.
Papst Benedikt XVI. ernannte ihn am 15. Juni 2012 zum Bischof von Belley-Ars.